# 中山礼都
中山 礼都（なかやま らいと、2002年4月12日 - ）は、愛知県名古屋市出身のプロ野球選手（内野手、外野手）。右投左打。読売ジャイアンツ所属。

## 経歴

### プロ入り前
幼稚園の頃から高蔵アローズで野球を始める。名古屋市立沢上中学校時代は東海ボーイズに所属する。
高校は地元の中京大学附属中京高等学校に進学する。1年夏からベンチ入りし、秋にはレギュラーに定着する。2年秋には、髙橋宏斗らとともに秋季東海地区高等学校野球大会、第50回明治神宮野球大会優勝に貢献する。翌春の第92回選抜高等学校野球大会の出場を決めていたが、新型コロナウイルス感染拡大の影響で大会は中止となる。
3年夏の全国高等学校野球選手権愛知大会で優勝し、同月の2020年甲子園高校野球交流試合に出場。8月12日の智辯学園高等学校戦に「3番・遊撃手」として先発出場し、3打数1安打1四球を記録した。8月29日・30日に甲子園球場で開催されたプロ志望高校生合同練習会に参加。
2020年10月26日に行われたプロ野球ドラフト会議において、読売ジャイアンツからドラフト3巡目で指名を受け、11月17日に契約金5000万円、年俸600万円（金額は推定）で仮契約した。背番号は40。担当スカウトは青木高広。

### 巨人時代
2021年は3月下旬に左肋骨を骨折し離脱。5月末に三軍戦で復帰。二軍戦には44試合に出場し、打率.309、51安打、0本塁打、12打点、4盗塁。特に9月及び10月は全試合に出場し、30安打でリーグトップ、6二塁打でリーグ2位タイ、打率.380、40塁打でリーグ3位、9,10月度の「スカパー！ファーム月間MVP賞」を受賞した。オフに10万円増の推定年俸610万円で契約を更改した。
2022年は坂本勇人が右膝内側側副靱帯損傷で登録抹消されたことに伴い、5月1日に入れ替わりで一軍昇格。3日の広島東洋カープ戦でプロ初出場を果たし、8日の東京ヤクルトスワローズ戦からは遊撃手として27試合連続で先発出場した。坂本の復帰とともに6月15日に出場選手登録を抹消され、以後は一軍と二軍を往復するシーズンとなったが、最終的に50試合に出場して打率.198、3打点という成績を残した。オフに650万円増の年俸1260万円（推定）で契約を更改した。
2023年は開幕から一度も二軍に落ちることなくシーズンを過ごし、最終的に自己最多の78試合に出場。オフに1000万円増の推定年俸2260万円で契約を更改した。
2024年8月10日の中日ドラゴンズ戦（バンテリンドーム ナゴヤ）にて、2回における守備で細川成也を簡単に打ち取ったかに見えた三ゴロの打球を一塁に高投し、記録としては内野安打となった。また、他にも2打席連続三振と打席でも結果を出せなかった結果、失点にこそ繋がらなかったが阿部慎之助監督は「誰が見てもアウトにしてほしいのに、普通にセーフになっちゃう。しっかり守ってほしかったし、投手に迷惑かけてしまった。決して難しい打球処理じゃなかったと思うので。そこら辺がまだ一軍では使えないのかなって僕は思ったのですぐに代えました」と話し、8月11日に出場登録を抹消された。9月7日の再昇格後は、24打数11安打と打撃で存在感を示した。レギュラーシーズンは32試合に出場し、打率.318、2打点を記録。10月17日のクライマックスシリーズファイナルステージ第2戦では3番打者を務めた。10月20日の第5戦では、DeNA山﨑康晃から先制点かつ決勝点となるソロ本塁打を放つ。公式戦本塁打0本の選手がクライマックスシリーズで本塁打を打った史上初の事例となった。11月27日、現状維持となる推定年俸2260万円で契約を更改した。

## 選手としての特徴
柔らかく優れたミート力と広角に打ち分けるバットコントロール、俊足を活かした守備範囲、球際の強さ、強肩に定評がある。
高校時代は遠投115m、50m走5.9秒、通算17本塁打を記録。

## 人物
名前の礼都（らいと）には「ライト（右翼手）にはいい選手がいる」と高橋由伸やイチローのような選手になるようにという願いが込められているが、中山の主なポジションは「ショート（遊撃手）」である。
高校でのチームメイトに髙橋宏斗がいる。髙橋も自身と同じく2020年度のドラフト会議で中日ドラゴンズから指名された。プロ入り後もプライベートでも仲が良い。
祖父と父が共に中京大中京高校の出身で、中学時代から中京大中京高校に進学することを目標にしていた。
幼少期から大の巨人ファンで、憧れの選手は坂本勇人。

## 詳細情報

### 年度別打撃成績
| 年 度     | 球 団     | 試 合 | 打 席 | 打 数 | 得 点 | 安 打 | 二 塁 打 | 三 塁 打 | 本 塁 打 | 塁 打 | 打 点 | 盗 塁 | 盗 塁 死 | 犠 打 | 犠 飛 | 四 球 | 敬 遠 | 死 球 | 三 振 | 併 殺 打 | 打 率 | 出 塁 率 | 長 打 率 | O P S |
| --------- | --------- | ----- | ----- | ----- | ----- | ----- | -------- | -------- | -------- | ----- | ----- | ----- | -------- | ----- | ----- | ----- | ----- | ----- | ----- | -------- | ----- | -------- | -------- | ----- |
| 2022      | 巨人      | 50    | 142   | 131   | 8     | 26    | 1        | 0        | 0        | 27    | 3     | 3     | 0        | 5     | 0     | 6     | 0     | 0     | 27    | 2        | .198  | .234     | .206     | .440  |
| 2023      | 巨人      | 78    | 147   | 138   | 9     | 33    | 5        | 1        | 0        | 40    | 3     | 5     | 1        | 2     | 0     | 7     | 0     | 0     | 30    | 5        | .239  | .276     | .290     | .566  |
| 2024      | 巨人      | 32    | 48    | 44    | 2     | 14    | 3        | 0        | 0        | 17    | 2     | 0     | 0        | 0     | 0     | 4     | 0     | 0     | 12    | 1        | .318  | .375     | .386     | .761  |
| 通算：3年 | 通算：3年 | 160   | 337   | 313   | 19    | 73    | 9        | 1        | 0        | 84    | 8     | 8     | 1        | 7     | 0     | 17    | 0     | 0     | 69    | 8        | .233  | .273     | .268     | .541  |

- 2024年度シーズン終了時

### 年度別守備成績
| 年 度 | 球 団 | 二塁  | 二塁  | 二塁  | 二塁  | 二塁  | 二塁     | 三塁  | 三塁  | 三塁  | 三塁  | 三塁  | 三塁     | 遊撃  | 遊撃  | 遊撃  | 遊撃  | 遊撃  | 遊撃     |
| 年 度 | 球 団 | 試 合 | 刺 殺 | 補 殺 | 失 策 | 併 殺 | 守 備 率 | 試 合 | 刺 殺 | 補 殺 | 失 策 | 併 殺 | 守 備 率 | 試 合 | 刺 殺 | 補 殺 | 失 策 | 併 殺 | 守 備 率 |
| ----- | ----- | ----- | ----- | ----- | ----- | ----- | -------- | ----- | ----- | ----- | ----- | ----- | -------- | ----- | ----- | ----- | ----- | ----- | -------- |
| 2022  | 巨人  | 4     | 5     | 11    | 0     | 1     | 1.000    | -     | -     | -     | -     | -     | -        | 46    | 62    | 113   | 3     | 25    | .983     |
| 2023  | 巨人  | 24    | 40    | 39    | 1     | 9     | .988     | 24    | 6     | 11    | 2     | 2     | .895     | 22    | 26    | 34    | 0     | 4     | 1.000    |
| 2024  | 巨人  | 4     | 5     | 3     | 0     | 0     | 1.000    | 8     | 3     | 8     | 0     | 1     | 1.000    | 3     | 0     | 4     | 0     | 0     | 1.000    |
| 通算  | 通算  | 32    | 50    | 53    | 1     | 10    | .990     | 32    | 9     | 19    | 2     | 3     | .933     | 71    | 88    | 151   | 3     | 29    | .988     |

- 2024年度シーズン終了時

### 記録
初記録
- 初出場：2022年5月3日、対広島東洋カープ7回戦（MAZDA Zoom-Zoom スタジアム広島）、8回裏に吉川尚輝に代わり二塁手で出場[18]
- 初打席：同上、9回表にニック・ターリーから捕邪飛[18]
- 初先発出場：2022年5月5日、対広島東洋カープ9回戦（MAZDA Zoom-Zoom スタジアム広島）、「8番・二塁手」で先発出場[37]
- 初安打：2022年5月6日、対東京ヤクルトスワローズ7回戦（東京ドーム）、3回裏に原樹理から左前安打[38]
- 初盗塁：同上、3回裏に二盗（投手：原樹理、捕手：内山壮真）[38]
- 初打点：2022年5月19日、対広島東洋カープ12回戦（東京ドーム）、7回裏に九里亜蓮から中前適時打[39]
- 初本塁打：2025年6月29日、対横浜DeNAベイスターズ10回戦（東京ドーム）、2回裏にアンドレ・ジャクソンから右越ソロ[40]

### 背番号
- 40（2021年[10] - ）